# Charles Racquet
Charles Racquet /ʃaʁl ʁaˈkɛ/ (1597 – 1664) è stato un organista e compositore francese, noto per le sue monumentali Fantaisies per organo.
Nacque da una grande famiglia di organisti parigini e lui stesso divenne organista della Cattedrale di Notre-Dame di Parigi in giovane età, nel 1618. Mantenne il posto quasi sino alla morte, quando fu sostituito da un altro membro della famiglia Racquet. Fu anche musico di Maria de' Medici, posto occupato dal padre Balthazar in passato e di Anna d’Austria. Racquet era assai stimato dai suoi contemporanei: tra i suoi allievi spiccarono il celebre liutista Denis Gaultier (che scrisse anche un tombeau alla morte del maestro), il gesuita Marin Mersenne fu suo intimo amico e persino lo scrittore del XVIII secolo Jean-Benjamin La Borde definí Racquet "il miglior organista del suo tempo".

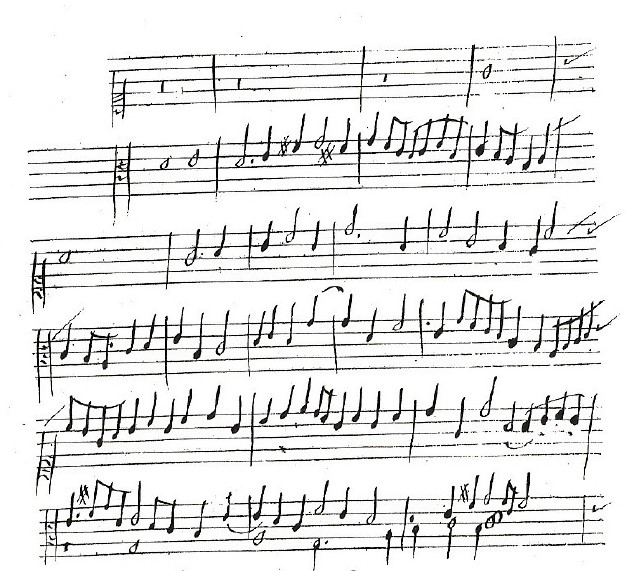
Autografo della Fantaisie

Della musica organistica di Racquet conosciamo solo una Fantaisie e dodici Duo sui versetti del salmi, riportati nel Traité de l'harmonie universelle di Mersenne (1636). La fantasia, scritta su richiesta di Mersenne per “mostrare cosa si può fare sull'organo”, è uno dei brani più celebri della scuola organistica francese. È ispirata alla musica olandese, in particolare a quella di Sweelinck: un singolo tema viene sviluppato in una serie di variazioni, la maggior parte di esse in stile imitativo. La struttura sommaria è questa:
- Sez. 1: contrappunto imitativo tradizionale con diversi controsoggetti
- Sez. 2: contrappunto imitativo su soggetti variati con figurazioni più rapide
- Sez. 3: soggetto in aumentazione, esposto una volta in ogni voce
- Sez. 4: un esempio di bicinium duplici contrapuncto, un passaggio a due voci in cui il tema è accompagnato da una voce composta da figurazioni in semicrome
- Sez. 5: un passaggio toccatistico sopra una nota pedale.

La Fantaisie di Racquet è un brano unico nel repertorio francese per tastiera; niente di simile è stato mai scritto dopo in Francia.